# Calyptrocalyx polyphyllus
Calyptrocalyx polyphyllus är en enhjärtbladig växtart som beskrevs av Odoardo Beccari. Calyptrocalyx polyphyllus ingår i släktet Calyptrocalyx och familjen Arecaceae. Inga underarter finns listade i Catalogue of Life.

## Bildgalleri

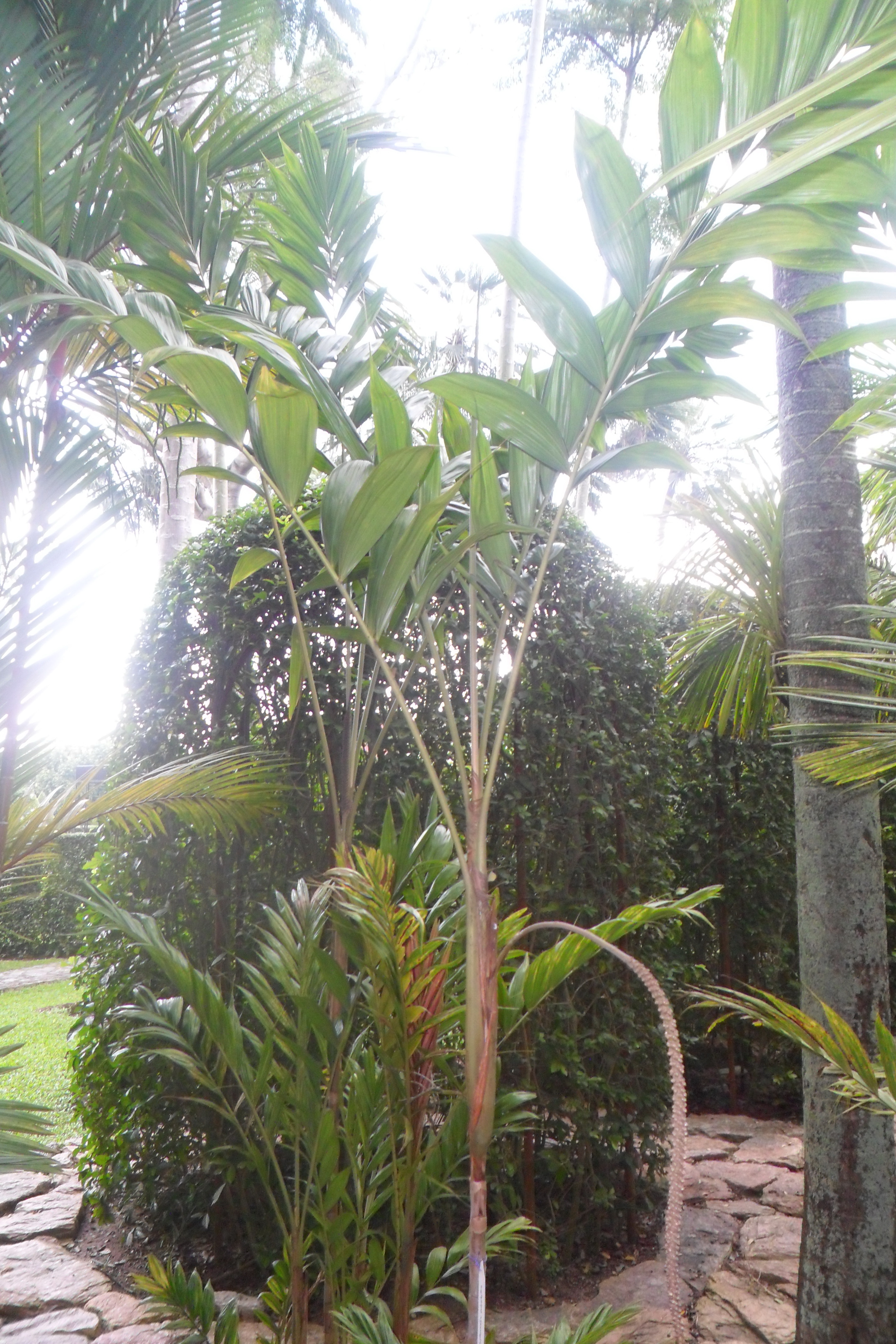